# Araceli Jover

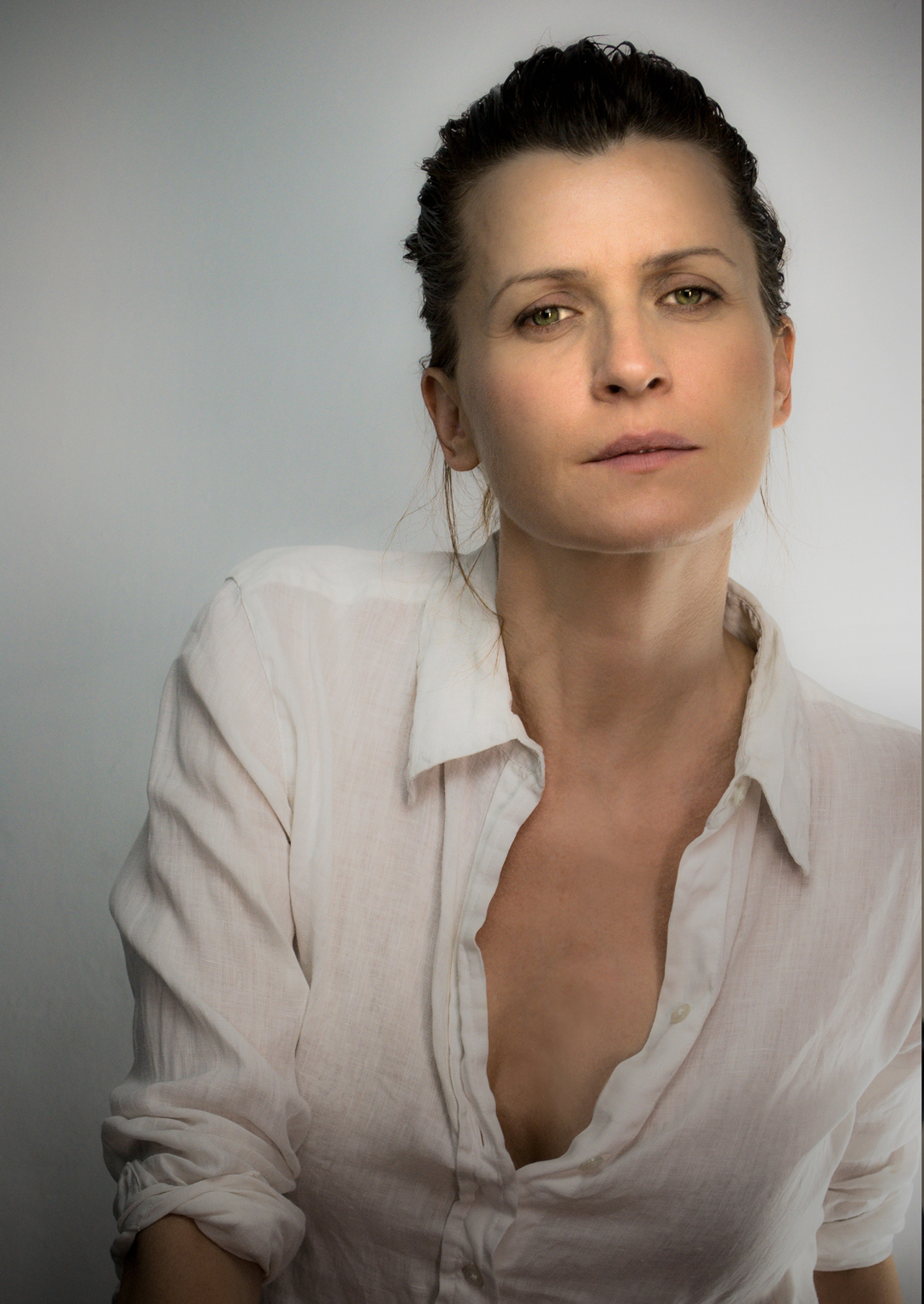
Araceli Jover (2020)

Araceli „Arly“ Jover (* 2. Februar 1971 in Melilla) ist eine spanische Schauspielerin.

## Biografie
Jover wurde in Melilla, einer spanischen Exklave in Nordafrika, geboren. Als sie fünf Jahre alt war, zog ihre Familie nach Mallorca, da ihr Vater als Soldat dorthin versetzt worden war. Sie ist das jüngste von sieben Geschwistern, vier Schwestern und drei Brüdern.
Schon früh wollte sie Tänzerin werden. Sie begann das Tanzen im Alter von acht Jahren. Mit 14 verließ sie die Schule und mit 15 gewann sie ein Stipendium des Comité Hispano Norteamericano. Aus diesem Grund zog sie nach New York, um an der School of American Ballet unter Martha Graham zu studieren. Nach zweieinhalb Jahren in den Vereinigten Staaten begann ihre Schauspielerkarriere etwa 1995–1996. Sie hatte ihre erste Rolle in einer Episode der TV-Show Women: Stories of Passion und wirkte mit bei zwei internationalen Filmen Tango und The Ballad of Johnny-Jane. Anschließend hatte sie einige Rollen im Fernsehen bis zu ihrem amerikanischen Filmdebüt in Blade im Jahr 1998 und als Mercury als Vampirliebhaberin von Deacon Frost.
In den folgenden Jahren spielte sie in verschiedenen kleinen Rollen in Film und Fernsehen, als auch größere Rollen u. a. in Fish in a Barrel und Vampires: Los Muertos. Nach 18 Jahren in den Vereinigten Staaten zog sie nach Frankreich. Kurz nach der Ankunft bekam sie eine wichtige Rolle in dem Film Das Imperium der Wölfe mit Jean Reno.
Eines ihrer nächsten Projekte war der Film Madame Irma. Ihre Familie lebt noch auf Mallorca.

## Filmografie (Auswahl)
- 1994: Tango
- 1995: The Ballad of Johnny
- 1998: Blade
- 2000: Maria & Jose
- 2000: Everything Put Together
- 2000: The Young Unknowns
- 2000: Four Dogs Playing Poker
- 2001: Fish in a Barrel
- 2002: Vampires: Los Muertos
- 2003: April’s Shower
- 2003: Polizeibericht Los Angeles (Dragnet, Fernsehserie, 1 Folge)
- 2005: Das Imperium der Wölfe (L’empire des loups)
- 2005: Sie muss meine Tochter sein (L’enfant d’une autre )
- 2006: Madame Irma
- 2007: Les deux mondes
- 2007: Little Ashes
- 2009: Von Liebe und Bedauern (Les regrets)
- 2010: Qui a envie d’être aimé?
- 2010: Gigola
- 2011: Verblendung (The Girl with the Dragon Tattoo)
- 2011: Der Aufsteiger (L’exercice de l’état)
- 2012: Die Köchin und der Präsident (Les saveurs du palais)
- 2012: The Lookout – Tödlicher Hinterhalt (Le guetteur)
- 2013: Agatha Christie: Mörderische Spiele (Les Petits Meurtres d’Agatha Christie, Fernsehserie, 1 Folge)
- 2013: Zwischen den Wellen (En solitaire)
- 2015: The Idealist – Geheimakte Grönland (Idealisten)
- 2016: Der Verrat von München (Masaryk)
- 2017: Axolotl Overkill
- 2025: In the Lost Lands